# Echinocereus spinigemmatus
Echinocereus spinigemmatus ist eine Pflanzenart in der Gattung Echinocereus aus der Familie der Kakteengewächse (Cactaceae). Das Artepitheton spinigemmatus leitet sich von den lateinischen Worten spina für ‚Stachel‘ oder ‚Dorn‘ und gemmatus für ‚Knospen haben‘ ab. Es verweist auf die bedornten Blütenknospen der Art.

## Beschreibung
Echinocereus spinigemmatus verzweigt in der Regel und bildet lockere Gruppen, die aus sieben bis zehn Trieben bestehen. Die grünen zylindrischen Triebe verjüngen sich allmählich zu ihrer Spitze hin. Sie sind bis zu 30 Zentimeter lang und weisen Durchmesser von 4 bis 7 Zentimeter auf. Es sind zehn bis 14 Rippen vorhanden, die leicht gehöckert sind. Die zwei bis vier gelblichen und abstehenden Mitteldornen lassen sich nur schwer von den Randdornen unterscheiden. Sie weisen Längen von 0,5 bis 4 Zentimeter auf. Die zehn bis 13 schlanken und gelblichen Randdornen sind 0,3 bis 2,3 Zentimeter lang.
Die trichterförmigen Blüten sind etwas rosafliederfarben bis hellviolett. Sie erscheinen in der Nähe der Triebspitzen, sind 4 bis 5 Zentimeter lang und erreichen einen Durchmesser von 5 bis 6 Zentimeter. Die grünen eiförmigen Früchte sind stark bedornt.

## Verbreitung, Systematik und Gefährdung
Echinocereus spinigemmatus ist in den mexikanischen Bundesstaaten Zacatecas und Jalisco verbreitet.
Die Erstbeschreibung durch Alfred Bernhard Lau wurde 1984 veröffentlicht.
In der Roten Liste gefährdeter Arten der IUCN wird die Art als „Least Concern (LC)“, d. h. als nicht gefährdet geführt.

## Nachweise